# Arrel primitiva
En teoria de nombres, el nombre enter {\displaystyle a} és una arrel primitiva mòdul n si pertany a l'exponent {\displaystyle \phi (n){\text{ mod }}n}, és a dir, si {\displaystyle \phi (n)} és l'exponent no negatiu més petit que fa {\displaystyle a^{\phi (n)}\equiv 1{\text{ mod }}n}, on {\displaystyle \phi } és la funció Fi d'Euler. Des del punt de vista de la teoria de grups, que {\displaystyle a} sigui una arrel primitiva mòdul {\displaystyle n} és el mateix que dir que {\displaystyle (\mathbb {Z} /(n))^{\ast }}, el grup multiplicatiu de les unitats de l'anell ℤ/(n), és cíclic i que la classe de {\displaystyle a} n'és un generador.

## Existència d'arrels primitives
- Si n és 2 o 4, hom comprova fàcilment, només escrivint-ne la taula, que el grup {\displaystyle (\mathbb {Z} /(n))^{\ast }} és cíclic: 1 és una arrel primitiva mòdul 2 i 3 ho és mòdul 4.
- En canvi, si n és {\displaystyle 2^{k}}, amb k > 2, el grup {\displaystyle (\mathbb {Z} /(n))^{\ast }} ja no és cíclic, com resulta immediatament de la congruència {\displaystyle (2n+1)^{2}\equiv 1{\text{ mod }}8}. En efecte, com que {\displaystyle 2<\phi (8)<\phi (16)<\phi \left(2^{k}\right)<\ldots }, és clar que els grups {\displaystyle (\mathbb {Z} /(n))^{\ast }} no són cíclics, perquè 2 és el màxim dels ordres dels elements d'aquests grups.
- Per a nombres primers senars, p, els grups {\displaystyle (\mathbb {Z} /(p^{k}))^{\ast }} són tots cíclics, per qualsevol valor de k > 0.
- Per a un nombre n qualsevol, si {\displaystyle n=2^{r}p_{1}^{r_{1}}p_{2}^{r_{2}}\cdots p_{k}^{r_{k}}} n'és la descomposició en factors primers, el grup {\displaystyle (\mathbb {Z} /(n))^{\ast }} és isomorf al producte directe dels grups {\displaystyle (\mathbb {Z} /(2^{r}))^{\ast }\times (\mathbb {Z} /(p_{1}^{r_{1}}))^{\ast }\times (\mathbb {Z} /(p_{2}^{r_{2}}))^{\ast }\times \cdots \times (\mathbb {Z} /(p_{k}^{r_{k}}))^{\ast }}. Tenint en compte quins d'aquests factors són grups cíclics i el fet que el producte és cíclic si, i només si, els factors ho són i els ordres respectius són coprimers, resulta que {\displaystyle (\mathbb {Z} /(n))^{\ast }} és cíclic si, i només si, el nombre n és d'una d'aquestes quatre formes: 2, 4, pk o 2pk. En conseqüència, hi ha arrels primitives mòdul n si, i només si, el nombre n és d'una d'aquestes quatre formes.

## Obtenció d'arrels primitives
- Pel mòdul 2 només hi ha l'arrel primitiva 1 i, pel mòdul 4, només 3 ho és.
- Si a és una arrel primitiva mòdul p (amb p un nombre primer senar) aleshores, o bé a, o bé a + p és una arrel primitiva mòdul p².
- Si a és una arrel primitiva mòdul p² (amb p un nombre primer senar), aleshores a també és una arrel primitiva mòdul pk, per tot k > 1.

Per tant, calcular arrels primitives mòdul pk és ben senzill: a partir de les arrels primitives mòdul p es calculen les arrels primitives mòdul p² i, d'aquí, les de mòdul pk, per qualsevol k > 1.
De fet, el càlcul de les arrels primitives mòdul p és molt llarg i dificultós i poca cosa més es pot fer a part de cerques exhaustives, per la qual cosa, la importància de les arrels primitives és molt gran en criptografia.
S'ha demostrat que l'arrel primitiva més petita mòdul p és de l'ordre de {\displaystyle p^{4/{\sqrt {e}}}}, i si es demostra que la hipòtesi generalitzada de Riemann és certa, aquest límit superior es podria millorar a un valor de {\displaystyle 2(\log p)^{2}}.